# 473
| 473                |
| ------------------ |
| Dødsfald - Fødsler |
|                    |

| Gregoriansk kalender | 473 CDLXXIII            |
| Ab urbe condita      | 1226                    |
| Armensk kalender     | I/T                     |
| Kinesiske kalender   | 3169 – 3170 壬子 – 癸丑 |
| Etiopisk kalender    | 465 – 466               |
| Jødisk kalender      | 4233 – 4234             |
| Hindukalendere       |                         |
| - Vikram Samvat      | 528 – 529               |
| - Shaka Samvat       | 395 – 396               |
| - Kali Yuga          | 3574 – 3575             |
| Iransk kalender      | 149 BP – 148 BP         |
| Islamisk kalender    | 154 BH – 153 BH         |

Se også 473 (tal)